# Rengårdstjärnen (naturreservat)
Rengårdstjärnen är ett naturreservat i Skellefteå kommun i Västerbottens län.
Området är naturskyddat sedan 2013 och är 22 hektar stort. Reservatet omfattar ett våtområde kring Rengårdstjärnen och grandominerad skog.